# Egerszalók, Heves
Egerszalók  este un sat în districtul Eger, județul Heves, Ungaria, având o populație de 1.895 de locuitori (2011). 

## Demografie
Componența etnică a satului Egerszalók
     Maghiari (89,58%)
     Romi (8,69%)
     Necunoscut (0,39%)
     Alții (1,34%)
Componența confesională a satului Egerszalók
     Romano-catolici (52,56%)
     Fără religie (14,14%)
     Reformați (4,64%)
     Necunoscută (26,75%)
     Alte religii (3,48%)
Conform recensământului din 2011, satul Egerszalók avea 1.895 de locuitori. Din punct de vedere etnic, majoritatea locuitorilor (89,58%) erau maghiari, cu o minoritate de romi (8,69%). Apartenența etnică nu este cunoscută în cazul a 0,39% din locuitori.  Din punct de vedere confesional, majoritatea locuitorilor (52,56%) erau romano-catolici, existând și minorități de persoane fără religie (14,14%) și reformați (4,64%). Pentru 26,75% din locuitori nu este cunoscută apartenența confesională.